# Mayutsuki no hitsugi
Mayutsuki no hitsugi (繭月の棺?) è il terzo singolo della band visual kei giapponese D. È stato pubblicato il 4 novembre 2004 dall'etichetta discografica indie GOD CHILD RECORDS.

## Il disco
Il singolo è stato realizzato in tre versioni distinte in confezione keep case le cui copertine sono componibili e, se affiancate, compongono un'unica immagine che mostra un paesaggio notturno fiabesco sotto una grande luna. Ognuna delle tre versioni è stata distribuita durante tre concerti in tre live house, svoltisi il primo il 4 novembre 2004 a Tokyo allo Shibuya O-WEST, il secondo il 13 novembre a Nagoya all'ell.FITS ALL, ed il terzo il 23 novembre ad Ōsaka all'OSAKA MUSE; le tre versioni sono indicate rispettivamente come Mayutsuki no hitsugi ~Tokyo uka~ (繭月の棺～東京羽化～? "Muta di Tokyo"), Mayutsuki no hitsugi ~Nagoya uka~ (繭月の棺～名古屋羽化～? Muta di Nagoya) e Mayutsuki no hitsugi ~Ōsaka uka~ (繭月の棺～大阪羽化～? "Muta di Ōsaka").
La canzone è stata registrata in tre versioni, perfettamente identiche nell'arrangiamento e differenti solo per il musicista che suona il basso elettrico: la prima è suonata da Lena ed è presente nel singolo; la seconda è quella pubblicata nella prima edizione dell'album The name of the ROSE, realizzato quando Lena aveva già lasciato la band, ed ha il basso suonato dal produttore della band Tatsuya Kase (questa versione è anche quella usata per il videoclip di Mayutsuki no hitsugi, diretto da Hiroyuki Kondō ed in cui figurano i quattro D rimanenti); infine, la terza versione è suonata dal nuovo bassista Tsunehito, unitosi ai D il 5 dicembre 2005, ed è presente nella seconda edizione di The name of the ROSE.

## Tracce
Dopo il titolo è indicata fra parentesi "()" la grafia originale del titolo.
1. Tsukiyo no koiuta (月夜の恋歌?) - 6:19 (ASAGI)
2. Mayutsuki no hitsugi (繭月の棺?) - 5:31 (ASAGI/Ruiza)

## Altre presenze
- Tsukiyo no koiuta
  - 28/09/2005 - The name of the ROSE

- Mayutsuki no hitsugi
  - 28/09/2005 - The name of the ROSE

## Formazione
- ASAGI - voce
- Ruiza - chitarra
- HIDE-ZOU - chitarra
- Lena - basso
- HIROKI - batteria